# Vannes-sur-Cosson
Vannes-sur-Cosson – miejscowość i gmina we Francji, w Regionie Centralnym, w departamencie Loiret.
Według danych na rok 1990 gminę zamieszkiwało 455 osób, a gęstość zaludnienia wynosiła 13 osób/km² (wśród 1842 gmin Regionu Centralnego Vannes-sur-Cosson plasuje się na 714. miejscu pod względem liczby ludności, natomiast pod względem powierzchni na miejscu 243.).